# Тарас (річка)
Тарас — річка в Росії, протікає Мурманською областю. Впадає в озеро Уліта. Довжина річки складає 16 км.
Бере початок з безіменного озера на висоті — 228,8 м над рівнем моря поблизу урочища Гола Тундра. Протікає через низку озер: Малий Тарас, Тарас, Мотьлумбал, Сухе та Лейна. Впадає у озеро Уліта на висоті 112,0 м. 
Через озеро Лейна має дві притоки - річку Максимка і річку Торос (Чихча).
У XX столітті нижню ділянку річки від Лейни до Уліта завдовжки 2,8 км вважали окремим водотоком під назвою Селес.